# 71-611
КТМ-11 (71-611 відповідно до Єдиної нумерації вагонів) — пасажирський високопідлоговий двосторонній однокабінний (для зчеплення в СБО задніми частинами вагонів) трамвайний вагон виробництва УКВЗ, призначений для використання на лініях швидкісного трамвая.

## Історія створення
- 1990 рік — на замовлення Кривого Рогу розпочато розробку трамвайного вагона для швидкісних ліній з підземними ділянками. За основу було взято кузов базової моделі 71-608[1].
- 1992 рік — випущені два досвідчені екземпляри вагона 71-611, спрямовані надалі для випробувань швидкісного трамвая міста Волгограда. Випробування виявили низьку надійність статичного перетворювача, а також недостатню величину прискорення і уповільнення. Електрообладнання вагона було виконано на основі стандартної РКСК, а умови руху на лініях швидкісного трамвая вимагали інші характеристики, ніж у вагонів для звичайних ліній. Після закінчення випробувань вагони були передані до депо №2 міста Волгограда, де їм заблокували двері по лівій стороні, а над нішами зі сходами змонтували накопичувальні майданчики. До кінця 1990-х вагони експлуатували поїздом по системі багатьох одиниць на маршруті № 2. У 2005 році дослідні вагони передали в місто Волзький, де їх експлуатують по теперішній час окремими вагонами.
- 1993 рік — побудовано два вагони 71-611 для криворізького швидкісного трамвая. За результатами випробувань даних вагонів на завод було направлено на розробку проміжного безкабінного активного причіпного вагона, який отримав заводське позначення 71-611П[1].
- 1993 рік — для Кривого Рогу був побудований тривагонний поїзд, що складається з двох головних і одного причіпного вагона. На відміну від попередніх вагонів, у салоні кожного вагона біля інших дверей по лівому борту було змонтовано ящик з електрообладнанням, у якому розмістили контактори системи управління та БПН. Активні причепи, крім відсутності кабіни, також не були оснащені сигнальними вогнями, оскільки передбачалося, що вони працюватимуть у складі поїзда внутрішніми вагонами. Електрообладнання вагонів забезпечувало роботу чотиривагонних поїздів по системі багатьох одиниць, а в кабіні на додаток до основного пульта було змонтовано блок сигналізації агрегатів усіх вагонів поїзда, пізніше подібне рішення було застосовано на серійних вагонах УКВЗ[1].
- 1993—1994 роках — побудовано по одному тривагонному поїзді для Кривого Рогу. Особливістю цих вагонів були двері, нижню направляючу яких виконали за типом вагонів 71-608КМ, доповнивши її напрямною під вікнами, при цьому зберігши ланцюговий привід. Замість закритих фальшбортів виконали широкі вирізи у районі візків, але в кабіні з'явився яскраво виражений злам площин, характерний для вагонів 71-608КМ 1994 ⁣ — ⁣1995 років випуску. В електрообладнанні зміни також були запозичені із серійних вагонів УКВЗ. Всього в 1992-1995 роках було випущено 13 вагонів серії 71-611.
- У 2000 році на замовлення Кривого Рогу був побудований ще один тривагонний поїзд 71-611, багато в чому уніфікований із серійними вагонами цього періоду, але у зв'язку зі складним фінансовим становищем потяг кілька років простояв на заводі, після чого був розібраний[1].

## Влаштування вагона
Трамвай являє собою чотиривісний вагон з кабіною керування і виходами на обидві сторони, здатний працювати по системі багатьох одиниць з аналогічним вагоном, зчепленим у зворотний бік. Для нового вагона використовували дизайн-проект, підготовлений для оновлення вагонів 608-го сімейства. Нові обриси набула кабіна водія. Візки вагона закрили фальшбортами з поздовжніми прорізами, для зручності обслуговування середні частини фальшбортів виконали відкидними. Вхідні двері були виконані з обох боків, при цьому другі двері по ходу руху виконували тільки по лівому борту, а треті тільки по правому. Таким чином, було організовано накопичувальні майданчики навпроти широких дверей, а також розміщено ящики з електрообладнанням під вагоном. На даху, на кшталт досвідчених 71-608, розмістили ящик зі статичним перетворювачем БПН-5. У салоні 37 пасажирських сидінь виконали спинками до вікон на кшталт Метрополітен. Додатково до двох традиційних рядів поручнів по центру стелі було змонтовано третій ряд поручнів без вертикальних стояків.
Криворізькі вагони, що випускаються з 1993 року, були обладнані лобовими прожекторами над кабіною водія, додатковими світловим сигналом з боків кабіни, які працювали задніми ліхтарями у другого вагона в поїзді. Через низьке підвішування контактної мережі в тунелі статичний перетворювач був перенесений під підлогу. Стінку між кабіною водія і салоном і двері в кабіну виконали без вікон.

## Модифікації
- 71-611(Г) — головний вагон 71-611
- 71-611П — проміжний безкабінний активний причіпний вагон

## Експлуатують міста
Станом на листопад 2012 ріка вагони 71-611 експлуатуються у двох містах — Волзькому та Кривому Розі.
| Заводський № | Тип вагону | Місто              | Рік випуску | Бортовий № | Примітка                                                           |
| 001          | 71-611     | Росія Волзький     | 1991        | 152        | Спочатку працював у Волгограді. У 2005 ріку передано до Волзького. |
| 002          | 71-611     | Росія Волзький     | 1991        | 156        | Спочатку працював у Волгограді. У 2005 році передано до Волзького. |
| 003          | 71-611     | Україна Кривий Ріг | 1993        | 201        | -                                                                  |
| 004          | 71-611     | Україна Кривий Ріг | 1993        | 202        | -                                                                  |
| 005          | 71-611     | Україна Кривий Ріг | 1994        | 203        | -                                                                  |
| 006          | 71-611П    | Україна Кривий Ріг | 1994        | 204        | -                                                                  |
| 007          | 71-611     | Україна Кривий Ріг | 1994        | 205        | -                                                                  |
| 008          | 71-611     | Україна Кривий Ріг | 1995        | 206        | -                                                                  |
| 009          | 71-611П    | Україна Кривий Ріг | 1995        | 207        | -                                                                  |
| 010          | 71-611     | Україна Кривий Ріг | 1995        | 208        | -                                                                  |
| 011          | 71-611     | Україна Кривий Ріг | 1995        | 209        | -                                                                  |
| 012          | 71-611П    | Україна Кривий Ріг | 1995        | 210        | -                                                                  |
| 013          | 71-611     | Україна Кривий Ріг | 1995        | 211        | -                                                                  |